# Championnats du monde de voile 2009
Navigation
Édition précédente Édition suivante
Cette page rapporte les résultats de la voile aux Championnats du monde de voile 2009.

## Épreuves au programme
Douze épreuves de voile sont au programme de ces Championnats du monde de voile : 
- RS:X (planche à voile) Hommes Weymouth,  Royaume-Uni, 11 septembre 2009
- RS:X (planche à voile) Femmes Weymouth,  Royaume-Uni, 11 septembre 2009
- Laser radial (hommes) Karatsu,  Japon, 10 août 2009
- Laser radial (femmes) Karatsu,  Japon, 2 août 2009
- 470 Hommes (2 équipiers) Copenhague,  Danemark, 29 août 2009
- 470 Femmes (2 équipières) Copenhague,  Danemark, 29 août 2009
- 29er (2 équipiers) Riva Del Garda,  Italie, 25 juillet 2009
- 49er (2 équipiers) Riva Del Garda,  Italie, 19 juillet 2009
- Star (2 équipiers) Varberg,  Suède, 30 juillet 2009
- Finn (1 équipier) Copenhague,  Danemark, 3 juillet 2009
- Tornado (2 équipiers) Bogliaco,  Italie, 4 septembre 2009
- Yngling (3 équipières) Kalmar,  Suède, 8 août 2009

## Règles
Pour obtenir le score final, on additionne les places obtenues à chaque course, hormis celle où le classement a été le moins bon. Le vainqueur est celui qui a le plus petit nombre de points.

## Tableau des médailles pour la voile
| Rang | Pays             | Médaille d'or | Médaille d'argent | Médaille de bronze | Total |
| ---- | ---------------- | ------------- | ----------------- | ------------------ | ----- |
| 1    | Pays-Bas         | 2             | 2                 | 2                  | 6     |
| 2    | Australie        | 2             | 1                 | 1                  | 4     |
| 3    | Espagne          | 1             | 2                 | 0                  | 3     |
| 3    | Royaume-Uni      | 1             | 2                 | 0                  | 3     |
| 5    | États-Unis       | 1             | 1                 | 1                  | 3     |
| 6    | Autriche         | 1             | 1                 | 0                  | 2     |
| 7    | Croatie          | 1             | 0                 | 1                  | 2     |
| 8    | Danemark         | 1             | 0                 | 0                  | 1     |
| 8    | Finlande         | 1             | 0                 | 0                  | 1     |
| 8    | Pologne          | 1             | 0                 | 0                  | 1     |
| 11   | France           | 0             | 1                 | 2                  | 3     |
| 12   | Nouvelle-Zélande | 0             | 1                 | 0                  | 1     |
| 12   | Israël           | 0             | 1                 | 0                  | 1     |
| 14   | Japon            | 0             | 0                 | 1                  | 1     |
| 14   | Italie           | 0             | 0                 | 1                  | 1     |
| 14   | Brésil           | 0             | 0                 | 1                  | 1     |
| 14   | Corée du Sud     | 0             | 0                 | 1                  | 1     |
| 14   | Grèce            | 0             | 0                 | 1                  | 1     |

## Résultats
| Épreuves               | Or                                                     | Argent                                                     | Bronze                                                     |
| ---------------------- | ------------------------------------------------------ | ---------------------------------------------------------- | ---------------------------------------------------------- |
| Planche à voile hommes | Nick Dempsey (GBR)                                     | Nimrod Mashiah (ISR)                                       | Dorian van Rijsselberghe (NED)                             |
| Planche à voile femmes | Marina Alabau (ESP)                                    | Blanca Manchon (ESP)                                       | Charline Picon (FRA)                                       |
| Laser Radial hommes    | Marcin Rudawski (POL)                                  | Ben Koppelaar (NED)                                        | Insub Kim (KOR)                                            |
| Laser Radial femmes    | Sari Multala (FIN)                                     | Sophie De Turckheim (FRA)                                  | Anna Tunnicliffe (USA)                                     |
| 470 hommes             | Sime Fantela Igor Marenic (CRO)                        | Luke Patience Bithell Stuart (GBR)                         | Ryunosuke Harada Yugo Yoshida (JPN)                        |
| 470 femmes             | Westerhof Lisa Berkhout Lobke (NED)                    | Pacheco, Betanzos, Gallego, Rita Roman (ESP)               | Ingrid Petitjean Nadège Douroux (FRA)                      |
| 29er mixte             | Steven Thomas Blair Tuke (AUS)                         | Lauren Jeffries Nathan Outteridge (AUS)                    | Haylee Outteridge Iain Jensen (AUS)                        |
| 49er mixte             | Nathan Outteridge Iain Jensen (AUS)                    | John Pink Rick Peacock (GBR)                               | Pietro Sibello Gianfranco Sibello (ITA)                    |
| Star hommes            | Rick Peters George Szabo (USA)                         | Craig Monk Hamish Pepper (NZL)                             | Grael Ronald Seifert Lars Schmidt (BRA)                    |
| Finn mixte             | Jonas Høgh-Christensen (DEN)                           | Zach Railey (USA)                                          | Ivan Kljakovic Gaspic (CRO)                                |
| Tornado mixte          | Darren Bundock Glenn Ashby (AUT)                       | Zajac Thomas Czajka Thomas (AUT)                           | Iordanis Paschalidis Konstantinos Trigonis (GRE)           |
| Yngling                | Pays-Bas Anna Bertling Marijke Van Dijk Reiner De Kler | Pays-Bas Donmar Eekhout Tessa Zwanenburg Sander Zwanenburg | Pays-Bas Marije Kampen Egbert Van Norden Christian Roukema |